# Кведа-Мукеди
Кведа-Мукеди (груз. ქვედა მუქედი) — село в Грузии, на территории Ванского муниципалитета края (мхаре) Имеретия.

## География
Село находится в западной части Грузии, на правом берегу реки Кумури, на расстоянии приблизительно 3 километров (по прямой) к западу от города Вани, административного центра муниципалитета. Абсолютная высота — 72 метра над уровнем моря.

## Население
По результатам официальной переписи населения 2014 года, в Кведа-Мукеди проживало 282 человека (139 мужчин и 143 женщины). В национальной структуре населения грузины составляли 99,6 %, русские — 0,4 %.
| Год  | Население, человек |
| ---- | ------------------ |
| 2002 | 491                |
| 2014 | ↘ 282              |